# Coproica hirtula
Coproica hirtula är en tvåvingeart som först beskrevs av Camillo Rondani 1880.  Coproica hirtula ingår i släktet Coproica och familjen hoppflugor. Arten är reproducerande i Sverige. Inga underarter finns listade i Catalogue of Life.